# Вовчук, Иван Григорьевич
Иван Григорьевич Вовчук (укр. Іван Григорович Вовчук), среди деятелей ОУН известен как «Граб» (укр. Граб) и «Ольха» (укр. Вільха; 13 июня 1886, Ляшки-Горишны — 4 августа 1955, Явас) — украинский националист, член Организации украинских националистов и Украинской повстанческой армии. Командовал сотнями УПА «Львы II» и «Львы III».

## Биография

### Ранние годы
Родился 13 июня 1886 года в деревне Ляшки-Горишны (ныне село Горишнее, Стрыйский район Львовской области). Родом из крестьянской семьи: отец, Григорий Вовчук, член образовательного общества «Просвита» и Украинской национально-демократической партии, занимался благотворительностью и оказывал всю возможную помощь в развитии села. В семье было всего восемь детей: Иван был старшим.
Иван учился в Перемышльской гимназии, увлекался активно литературой. Любимыми авторами были Тарас Шевченко, Иван Франко, Владимир Шашкевич и Николай Гоголь. После окончания гимназии поступил в Агрономическое сельскохозяйственное начальное училище в местечке Дубно. Участвовал 28 декабря 1913 в празднествах по случаю 40-летнего юбилея творческой деятельности Ивана Франко, зачитывая ему приветственное письмо от жителей села.

### Первая мировая война
В июле 1914 года Австрия объявила войну Сербии, что стало начало Первая мировая война. В армию были призваны несколько сыновей из семьи, в том числе и Иван. Иван участвовал в боях на Итальянском фронте и на Восточном фронте, дослужился до звания фельдфебеля артиллерийских войск. В 1915 году попал в российский плен и до 1918 года пробыл в лагере военнопленных в Туркестанском генерал-губернаторстве, а после выхода России из войны сумел покинуть лагерь военнопленных и вступил в новосформированную Украинскую Галицкую Армию — вооружённые силы Западно-Украинской Народной Республики, появившейся на руинах разваливавшейся Австро-Венгрии. В личный состав УГА вошли и бывшие военнослужащие легиона УСС. Иван служил в 3-й Бережанской бригаде УГА чотовым (лейтенантом). В конце декабря 1918 года он вступил в бои против польской армии, участвовал в сопровождении на поезде отряда добровольцев из Ходорова в Городок. В июле 1919 года отступил за Збруч и в составе объединённых сил Галицкой и Надднепрянской армий участвовал в походе на Киев.

### Межвоенные годы
В 1919 году Иван Вовчук попал в польский плен. Его семья уже пережила несколько лишений: ещё до войны его брат Николай, 1889 года рождения, умер в возрасте 21 года при загадочных обстоятельствах (в смерти обвинили польских националистов, с которыми Николай враждовал). Брат Андрей и друг семьи Иван Шарабура (муж сестры Паламы) погибли в начале 1919 года в боях против поляков. Отец после установления Второй Речи Посполитой бежал в пещеры около села Илово, скрываясь от польской полиции и жандармерии, и после пережитых событий умер в 1927 году. Матери, братьям и сёстрам польская военная жандармерия угрожала расправой, обвиняя в антигосударственной деятельности. В 1920 году Иван покинул плен и вернулся домой, а в 1924 году Вовчук женился на Аполонии Лотоцкой, венчавшись во Львове. Восстановив связь с друзьями с Волыни, он переехал в Дубно, где продолжил работать и поддерживать украинское национальное движение в Польше. Супруга проживала в Ляшках-Горишных с родителями и потом уговорила мужа вернуться обратно в село. Там он работал у тестя на мельнице. После смерти 35-летней сестры Марии Иван удочерил её дочку Анну (род. в 1926 году).
По свидетельствам Фёдора Гулия, жителя деревни Гранки-Куты, Иван Вовчук, работая в Волынских землях, занимался активно антипольской пропагандой: так, в 1931 году он с Николаем Федоривым и Николаем Люзаном занимался распечаткой антипольских политических листовок. В 1933 году там же Вовчук был избран главой сельской библиотеки и со следующего года стал распространять запрещённую литературу. Это было одной из предпосылок для подготовки ОУН покушения на министра внутренних дел Польши Бронислава Перацкого. Однако польская полиция не смогла доказать факты антигосударственной деятельности: Юзефа Лотоцкая, родственница жены Ивана и директор трёхклассовой школы в Гранках-Кутах, убедила полицию в обратном (она пользовалась авторитетом жителей села и польской власти). Тем самым Вовчук избежал ареста и последствий пацификации.

### Вторая мировая война
В 1941 году Иван Вовчук после провозглашения независимости Украинской Державы под патронажем нацистской Германии был назначен секретарём сборного общества села Подднестряны. Он знал идиш, немецкий, польский и русский языки, умело убеждая местных жителей в поддержке германской военной администрации и украинских националистических организаций. По свидетельствам Николая Сидора-Чаторейского, одного из идеологов ОУН-УПА, он получил приказ в 1943 году вывезти Вовчука из Подднестрян: именно опыт воинской службы и знание артиллерийских орудий позволили Вовчуку стать военным специалистом в рядах УПА. Вместе с Петром Мандрыком, окончившим старшинскую артиллерийскую школу, Вовчук стал инструктором артиллеристов в отрядах зоны УПА-Запад и всех курсантов школы военной артиллерии. Среди повстанцев УПА он стал известен под псевдонимом «Граб».
Курень «Львы», где командовал Вовчук, вступал в стычки то с венгерскими гарнизонами, то с партизанами (советскими и польскими). Вовчук тогда же возглавил организационно-мобилизационный референт провода ОУН Бобрецкого повята. После разгрома немецких частей во Львовско-Сандомирской операции советскими войсками он ушёл в подполье из-за огромных боевых потерь. В октябре 1944 года его сотня начала вести бои против частей НКВД и милиции, однако её быстро разгромили: от неё остались только несколько малых групп. В конце года по состоянию здоровья он был уволен из регулярных частей УПА и отправлен по решению Провода в деревню Дроховичи Жидачевского района на пенсию.

### После войны
15 июня 1945 скончалась Аполония, жена Ивана Вовчука. После окончательного установления польско-советской границы он переехал в Пустомытовский район, в одну из деревень. В 1946 году Вовчук начал работать во Львове в строительном управлении кладовщиком, проживал в общежитии управления в доме 3 на улице Стрыйской. 15 августа 1947 он был арестован НКВД за антисоветскую деятельность и сотрудничество с бандеровским движением. Суд, по словам одного из знакомых, Михаила Ленишина, состоялся 29 сентября того же года: по этому же делу обвиняемыми проходили Мария Набайко и Иван Козак. Военный трибунал пограничных войск НКВД Львовской области приговорил Вовчука к 10 годам лишения свободы: подсудимому был уже 61 год. Наказание тот должен был отбывать в Мордовской АССР, Зубово-Полянском районе, посёлке Явас, п/я ЖХ 385-7.
В живых из семьи остались только брат Пётр (арестован в 1945 году за антисоветскую деятельность и отправлен в тюрьму в Караганду) и младшая сестра Розалия Дяковская (1907 г.р., проживала в Ляшках, была замужем, воспитывала трёх дочерей). С сестрой Иван переписывался редко, а в одном из писем он утверждал, что не хочет нарушать чужой покой:

Действительно, я не писал никому из родных, но по зависящим не от меня причинам. Не буду писать пока родным и знакомым, поскольку думаю: пусть живут и другие спокойно, какое у меня право нарушать чей-то покой.
Оригинальный текст (укр.)Справді, я не писав нікому з рідних, але не від мене залежних причин. Не стану писати наразі до рідних і знайомих, бо ж думав: хай живуть і другі спокійно, яке у мене право порушувати комусь спокій.

Тем не менее, даже будучи в местах лишения свободы, Иван Вовчук беспокоился за семью и отправлял письма свои родственникам в Горишнем, Львове и Зашкове. Особенно много он писал своей племяннице Иванке, которая успешно окончила школу, выражая в своих письмах надежду на её успешную жизнь. В конце жизни он начал писать книгу, однако после смерти рукописи не были найдены. Фактически Вовчук примирился с советской властью, и единственное, что его беспокоило в конце жизни — это судьба его родных и близких.
4 августа 1955 Вовчук после продолжительной болезни скончался в Явасе. Официально жертвой советских политических репрессий он не значится, реабилитирован не был.